# 이소베촌 (아이치현)
이소베촌(磯辺村)은 아이치현 아쓰미군에 설치되었던 촌이다. 현재의 도요하시시에 해당한다.